# Staatliche Universität für Filmkunst und Fernsehen Sankt Petersburg
Die Staatliche Universität für Filmkunst und Fernsehen Sankt Petersburg (russisch Санкт-Петербургский государственный университет кино и телевидения) wurde 1918 als Hochschule für  Photographie und Phototechnik im damaligen Petrograd gegründet und gilt als älteste Technische Filmhochschule.
Ab 1920 wurde ein Lehrstuhl für Kinematographie eingerichtet, gefolgt von einem für Tontechnik. Ab 1930 wurde der Name in Institut für Filmtechnik Leningrad geändert.
Die kontinuierliche Entwicklung der Hochschule ist auch damit zu erklären, dass sich in Leningrad nach Moskau die größten Studios befanden, von denen Lenfilm Revolution, Krieg (in Samarkand) und Perestroika überstanden hat.
1998 erhielt die Hochschule Universitätsstatus und den heutigen Namen.
Zum Vergleich: Die Staatliche Deutsche Fachschule für Optik und Photo-Technik zu Berlin (Heute im Fachbereich VIII der Beuth Hochschule für Technik Berlin) erfolgte 1919, die Pariser École Louis-Lumière wurde 1926 gegründet. Das ebenfalls 1919 gegründete Institut für Kinematographie ist hingegen die älteste Kunsthochschule auf diesem Gebiet.